# Schoenus indutus
Schoenus indutus är en halvgräsart som beskrevs av George Bentham. Schoenus indutus ingår i släktet axagssläktet, och familjen halvgräs. Inga underarter finns listade i Catalogue of Life.